# Обстріли Ворожбянської міської громади
Обстріли Ворожбянської міської територіальної громади — серія обстрілів та авіаударів російськими військами території населених пунктів Ворожбянської міської громади Сумського району (колишнього Білопільського району) Сумської області в ході повномасштабного російського вторгнення в Україну.
Наказом Міністерства з питань реінтеграції тимчасово окупованих територій України територія громади з 7 червня 2022 року була внесена до оновленого переліку територій України, де тривають бойові дії, або які перебувають в окупації російських військ. Жителям громади, зареєстрованим як внутрішньо переміщені особи (ВПО), здійснюватимуться виплати.

## 2022

### 9 травня
Близько 22 години росіяни обстріляли територію Ворожбянської громади, — повідомив голова Сумської обласної Військової адміністрації Дмитро Живицький. Ніхто не постраждав. Інформації щодо руйнувань також не було.

### 6 червня
Після 20 години ворог відкрив вогонь зі свого боку по території Ворожбянської громади. За інформацією голови Сумської ОВА Дмитра Живицького, ймовірно, із САУ. За інформацією голови Сумської ОВА Дмитра Живицького було зафіксовано 17 вибухів. В результаті обстрілів жертв не було.

### 11 червня
О пів на першу ночі Росія зі своєї території мінометним вогнем пошкодила будинки цивільних мешканців селища Ворожба. Вогонь відкривали близько 5 разів. У кількох будинках вибиті вікна та посічені стіни. За інформацією голови Сумської ОВА Дмитра Живицького люди не постраждали. Також у населеному пункті були пошкоджені лінії електропередач.

### 29 листопада
По Ворожбянській громаді з боку РФ було 30 “прильотів” із артилерії калібру 152 мм. Внаслідок обстрілу пошкоджено 10 приватних житлових будинків, а також електричні та газові мережі.

## 2023

### 10 червня
Внаслідок нічного мінометного обстрілу двох громад на Сумщині зазнали пошкоджень будинки цивільних мешканців Ворожби, лінії електропередач.

### 3 вересня
Вранці противник здійснив артобстріл із САУ по околиці міста Ворожба, внаслідок чого пошкоджено чотири приватні житлові будинки та приміщення агропідприємства.

## 2024

### 23 січня
23 січня у м. Ворожба, Сумського району рятувальники з даного населеного пункту, м. Білопілля та обласного центру проводили аварійно-рятувальні роботи в багатоквартирному житловому будинку, який був пошкоджений внаслідок ворожого артилерійського обстрілу.

### 5 лютого
О 17 годині росіяни обстріляли з РСЗВ місто Ворожбу. Зафіксовано 8 вибухів. Внаслідок обстрілу загинув  40-річний чоловік, його матір – травмовано. Також травми отримала ще одна людина.
За попередньою інформацією пошкоджено п’ять житлових будинків, господарчі споруди, електричні мережі, інтернет-зв’язок.

### 29 лютого
За даними слідства, 29 лютого 2024 року близько 14:00 год, застосовуючи заборонені міжнародним правом методи ведення війни, окупанти з території російської федерації з артилерії обстріляли цивільну інфраструктуру м. Ворожба Сумського району. У результаті обстрілу 42-річний цивільний чоловік отримав поранення та був госпіталізований. Також пошкоджено складське приміщення одного з місцевих підприємств та господарські споруди місцевих жителів.

### 13 березня
У Ворожбянській громаді було зафіксовано обстріл з артилерії (11 вибухів).

### 16 березня
Артилерійського обстрілу зазнали Ворожбянська громада (3 вибухи).

### 17 березня
Російська армія два рази обстріляла місто Ворожба, що на Сумщині. Влучили у приватне підприємство, також пошкоджені приватні будинки місцевих мешканців. Перший обстріл був о 11:50, другий о 12:20. Спочатку вдарили з "градів", другий раз вдарили з артилерії. Про це Суспільному повідомив голова Ворожбянської громади Андрій Дружченко.

### 7 квітня
По Ворожбянській громаді завдано обстрілу з танка (8 вибухів).

### 11 квітня
росіяни били зі ствольної артилерії (19 вибухів). Поранено 2 жителів громади.

### 12 квітня
Ворог вдарив по громаді з артилерії (10 вибухів). Російські війська обстріляли будинки місцевих жителів. Про це повідомив голова громади Андрій Дружченко у Фейсбуці.
Окрім житла місцевих, пошкоджені господарські будівлі, огорожі, лінії електромереж, інтернет, газогін. Один будинок відновленню не підлягає.

### 16 квітня
Зафіксовано артилерійський обстріл по громаді (4 вибухи).

### 25 квітня
Ворожбянську ОТГ також з територій Росії атакували FPV-дроном 1 раз.

### 24 червня
Зафіксовано удар FPV дронами (3 вибухи).

### 1 липня
Зафіксовано удар FPV дроном (1 вибух).

### 13 липня
Здійснено удар FPV-дроном (2 вибухи).

### 21 липня
Був обстріл з використанням 2 FPV-дронів (2 вибухи).

### 27 липня
З розвідувально-ударного БпЛА «Оріон» здійснено пуск боєприпасу (1 вибух).

### 2 серпня
Росіяни вдарили з артилерії (14 вибухів).

### 7 серпня
росіяни вдарили по громаді з артилерії (2 вибухи).

### 10 серпня
Здійснено авіаудар КАБ (1 вибух).

### 13 серпня
Були авіаудари КАБ (4 вибухи).

### 18 серпня
По громаді були авіаудари КАБ. Зафіксовано 2 вибухи.

### 29 серпня
Зафіксовано пуск авіабомб КАБ (3 вибухи).